# Canoa/kayak ai Giochi della XVII Olimpiade - C1 1000 metri maschile
La competizione del C1 1000 metri di Canoa/kayak ai Giochi della XVII Olimpiade si è disputata nei giorni dal 26 al 29 agosto 1960 nel bacino del Lago Albano a Castel Gandolfo.

## Programma
| Data           | Round        | Nota                                            |
| -------------- | ------------ | ----------------------------------------------- |
| 26 agosto 1960 | 2 Batterie   | I primi 3 in semifinale. I restanti ai recuperi |
| 26 agosto 1960 | 2 Recuperi   | I primi 3 in semifinale                         |
| 27 agosto 1960 | 3 Semifinali | I primi 3 finale                                |
| 29 agosto 1960 | Finale       |                                                 |

## Risultati

### Batterie
| Pos. | Atleta           | Nazione          | Tempo   |
| ---- | ---------------- | ---------------- | ------- |
| 1    | Aleksandr Silaev | Unione Sovietica | 4'41"81 |
| 2    | Bogdan Ivanov    | Bulgaria         | 4'47"65 |
| 3    | Erik Christensen | Danimarca        | 4'50"71 |
| 4    | Olavi Ojanperä   | Finlandia        | 4'54"37 |
| 5    | Danilo Tognon    | Italia           | 4'56"58 |
| 6    | Adrian Powell    | Australia        | 5'00"54 |
| 7    | Frank Havens     | Stati Uniti      | 5'19"40 |

| Pos. | Atleta          | Nazione        | Tempo   |
| ---- | --------------- | -------------- | ------- |
| 1    | János Parti     | Ungheria       | 4'36"80 |
| 2    | Ove Emanuelsson | Svezia         | 4'36"92 |
| 3    | Tibor Polakovič | Cecoslovacchia | 4'38"25 |
| 4    | Leon Rotman     | Romania        | 4'39"36 |
| 5    | Detlef Lewe     | Germania       | 4'43"07 |
| 6    | Donald Stringer | Canada         | 4'44"55 |

### Recuperi
| Pos. | Atleta         | Nazione   | Tempo   |
| ---- | -------------- | --------- | ------- |
| 1    | Detlef Lewe    | Germania  | 4'46"99 |
| 2    | Adrian Powell  | Australia | 4'55"24 |
| 3    | Olavi Ojanperä | Finlandia | 5'00"92 |

| Pos. | Atleta          | Nazione     | Tempo   |
| ---- | --------------- | ----------- | ------- |
| 1    | Donald Stringer | Canada      | 4'44"36 |
| 2    | Leon Rotman     | Romania     | 5'03"98 |
| 3    | Danilo Tognon   | Italia      | 5'06"86 |
| 4    | Frank Havens    | Stati Uniti | 5'13"34 |

### Semifinali
| Pos. | Atleta           | Nazione          | Tempo   |
| ---- | ---------------- | ---------------- | ------- |
| 1    | Aleksandr Silaev | Unione Sovietica | 4'36"89 |
| 2    | Tibor Polakovič  | Cecoslovacchia   | 4'37"94 |
| 3    | Donald Stringer  | Canada           | 4'41"35 |
| 4    | Olavi Ojanperä   | Finlandia        | 5'06"74 |

| Pos. | Atleta           | Nazione   | Tempo   |
| ---- | ---------------- | --------- | ------- |
| 1    | János Parti      | Ungheria  | 4'40"50 |
| 2    | Leon Rotman      | Romania   | 4'43"66 |
| 3    | Erik Christensen | Danimarca | 4'48"18 |
| 4    | Adrian Powell    | Australia | 4'59"81 |

| Pos. | Atleta          | Nazione  | Tempo   |
| ---- | --------------- | -------- | ------- |
| 1    | Ove Emanuelsson | Svezia   | 4'44"68 |
| 2    | Bogdan Ivanov   | Bulgaria | 4'44"93 |
| 3    | Detlef Lewe     | Germania | 4'47"06 |
| 4    | Danilo Tognon   | Italia   | 5'04"42 |

### Finale
| Pos.    | Atleta           | Nazione          | Tempo   |
| ------- | ---------------- | ---------------- | ------- |
| Oro     | János Parti      | Ungheria         | 4'33"93 |
| Argento | Aleksandr Silaev | Unione Sovietica | 4'34"41 |
| Bronzo  | Leon Rotman      | Romania          | 4'35"87 |
| 4       | Ove Emanuelsson  | Svezia           | 4'36"46 |
| 5       | Tibor Polakovič  | Cecoslovacchia   | 4'39"28 |
| 6       | Detlef Lewe      | Germania         | 4'39"72 |
| 7       | Donald Stringer  | Canada           | 4'40"65 |
| 8       | Bogdan Ivanov    | Bulgaria         | 4'42"52 |
| 9       | Erik Christensen | Danimarca        | 4'49"63 |